# كأس السوبر الهولندي 2014
كأس السوبر الهولندي 2014 (بالهولندية: Johan Cruijff Schaal 2014)‏ هو الموسم 25 من كأس السوبر الهولندي. أشرف على تنظيمه الاتحاد الملكي الهولندي لكرة القدم، وفاز فيه بي إي سي زفوله.